# Alex Berenson

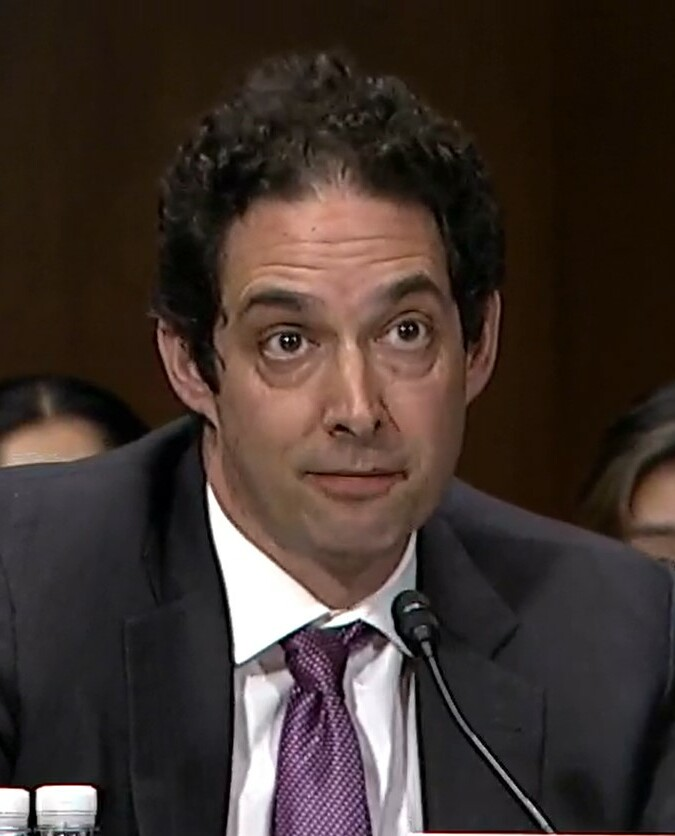
Alex Berenson, 2022

Alex Berenson (* 6. Januar 1973 in New York City) ist ein US-amerikanischer Schriftsteller, der an der Yale University studierte, bevor er als Reporter für die New York Times arbeitete, die er 2010 verließ, um als freier Schriftsteller zu arbeiten. Er verfasste mehrere Thriller-Romane und ein renommiertes Buch über den Bernie-Madoff-Skandal.
Sein 2019 erschienenes Buch Tell Your Children: The Truth About Marijuana, Mental Illness and Violence (Die Wahrheit über Marihuana, Geisteskrankheit und Gewalt) löste eine Kontroverse aus und wurde von vielen in der wissenschaftlichen und medizinischen Gemeinschaft angeprangert. Während der Coronavirus-Pandemie trat Berenson häufig in amerikanischen konservativen Medien wie Fox News auf und hat hauptsächlich auf Twitter zahlreiche Behauptungen über das Virus und seine Impfstoffe verfasst, die von der Mehrheitsmeinung der Wissenschaft abweichen. Am 28. August 2021 wurde Berenson für Verbreitung von Falschinformationen über Corona-Impfstoffe auf Twitter gesperrt. Die Sperre wurde Juli 2022 wieder aufgehoben.
Im Februar 2008 gelangte sein Debüt-Thriller auf den ersten Rang der New York Times Bestsellerliste und gewann den Edgar Allan Poe Award. Seitdem hat Berenson zehn weitere Thriller mit seinem Protagonisten John Wells veröffentlicht. Berenson lebt heute als Schriftsteller in New York.

## Kriminalromane/Thriller
- 2006 The Faithful Spy (dt. Kurier des Todes)
- 2008 The Ghost War (dt. Netzwerk des Todes)
- 2009 The Silent Man (dt. Stille des Todes)
- 2010 The Midnight House
- 2011 The Secret Soldier
- 2012 The Shadow Patrol
- 2013 The Night Ranger
- 2014 The Counterfeit Agent
- 2015 Twelve Days
- 2016 The Wolves
- 2017 The Prisoner

## Auszeichnungen
- 2007 Edgar Allan Poe Award – Kategorie Bester Erstlingsroman für The Faithful Spy (dt. Kurier des Todes)